# Björn Engels
Björn Engels (Kaprijke, 15 september 1994) is een Belgische voetballer die doorgaans als centrale verdediger speelt. Hij begon zijn carrière bij Club Brugge en ging in 2017 naar Olympiakos Piraeus. In juli 2019 verruilde hij Stade de Reims voor Aston Villa en trok in juni 2021 naar Royal Antwerp FC.

## Carrière

### Jeugd
Engels begon bij de jeugd van het Kaprijke-Bentille en later Lembeke, tot hij werd opgenomen in de jeugdopleiding van KSC Lokeren. In zijn jonge jaren was hij eerst spits en daarna middenvelder. Op latere leeftijd werd hij tot verdediger omgevormd. Op twaalfjarige leeftijd vertrok hij naar Club Brugge. Engels werd door eigen supporters verkozen tot beste jeugdspeler van de Belgische Pro League.
Engels maakte in 2011 de overstap naar de A-kern van Club Brugge. In een bekerwedstrijd tegen AA Gent zat hij een keer op de bank. Nadien raakte hij ernstig geblesseerd aan de heup. De verdediger maakte op 20 september 2012 zijn officiële debuut voor Club Brugge. In een Europese heenwedstrijd tegen Girondins de Bordeaux mocht hij aan de rust Thibaut Van Acker vervangen. Het stond toen 2-0 voor de Franse club. Nog geen minuut later maakte Engels een eigen doelpunt.
Op 4 augustus 2013 speelde hij voor de eerste keer als titularis een wedstrijd voor Club Brugge in de Eerste klasse, bij het net gepromoveerde KV Oostende. Hij scoorde na drie minuten met het hoofd en speelde de hele wedstrijd. Later in het seizoen maakte hij doelpunten op de velden van KV Kortrijk en Zulte Waregem.
Op 5 oktober 2014 liep Engels een zware blessure op in een wedstrijd tegen Standard Luik, die Club met 3-0 won. Hij liep een knieblessure op waarvoor hij veertien maanden moest revalideren. Hij maakte zijn terugkeer op 10 december 2015 in de Europa League uit bij FC Midtjylland, waarbij hij na 82 minuten inviel. Deze wedstrijd eindigde in 1-1.
In 2017 koos Engels voor een buitenlands avontuur. Hij speelde achtereenvolgens voor Olympiakos Piraeus, Stade de Reims en Aston Villa alvorens in 2021 terug te keren naar België bij Antwerp FC. Op 5 februari 2022 sloeg het noodlot toe. Tegen Union liep Engels een zware blessure op en sindsdien heeft hij geen wedstrijd meer gespeeld.
Engels was ook een Belgisch jeugdinternational. Hij werd in 2016 eenmaal opgeroepen voor het Belgisch voetbalelftal, maar kwam niet aan spelen toe.

## Clubstatistieken
| Seizoen | Club               | Land                 | Competitie         | Competitie | Competitie | Beker | Beker | Internationaal | Internationaal | Totaal | Totaal |
| Seizoen | Club               | Land                 | Competitie         | Wed.       | Dlp.       | Wed.  | Dlp.  | Wed.           | Dlp.           | Wed.   | Dlp.   |
| ------- | ------------------ | -------------------- | ------------------ | ---------- | ---------- | ----- | ----- | -------------- | -------------- | ------ | ------ |
| 2012/13 | Club Brugge        | Vlag van België      | Jupiler Pro League | 0          | 0          | 0     | 0     | 1              | 0              | 1      | 0      |
| 2013/14 | Club Brugge        | Vlag van België      | Jupiler Pro League | 33         | 5          | 2     | 0     | 0              | 0              | 35     | 5      |
| 2014/15 | Club Brugge        | Vlag van België      | Jupiler Pro League | 7          | 3          | 1     | 0     | 4              | 0              | 12     | 3      |
| 2015/16 | Club Brugge        | Vlag van België      | Jupiler Pro League | 16         | 2          | 4     | 0     | 1              | 0              | 21     | 2      |
| 2016/17 | Club Brugge        | Vlag van België      | Jupiler Pro League | 22         | 2          | 0     | 0     | 1              | 0              | 23     | 2      |
| 2017/18 | Club Brugge        | Vlag van België      | Jupiler Pro League | 2          | 0          | 0     | 0     | 3              | 0              | 5      | 0      |
| 2017/18 | Olympiakos Piraeus | Vlag van Griekenland | Super League       | 17         | 3          | 2     | 0     | 5              | 0              | 24     | 3      |
| 2018/19 | → Stade de Reims   | Vlag van Frankrijk   | Ligue 1            | 33         | 1          | 2     | 0     | —              | —              | 35     | 1      |
| 2019/20 | Stade de Reims     | Vlag van Frankrijk   | Ligue 1            | 0          | 0          | 0     | 0     | —              | —              | 0      | 0      |
| 2019/20 | Aston Villa        | Vlag van Engeland    | Premier League     | 17         | 1          | 2     | 0     | —              | —              | 19     | 1      |
| 2020/21 | Aston Villa        | Vlag van Engeland    | Premier League     | 0          | 0          | 0     | 0     | —              | —              | 0      | 0      |
| 2021/22 | Royal Antwerp FC   | Vlag van België      | Jupiler Pro League | 16         | 2          | 1     | 0     | 1              | 0              | 18     | 2      |
| 2022/23 | Royal Antwerp FC   | Vlag van België      | Jupiler Pro League | 0          | 0          | 0     | 0     | 0              | 0              | 0      | 0      |
| 2023/24 | Royal Antwerp FC   | Vlag van België      | Jupiler Pro League | 0          | 0          | 0     | 0     | 0              | 0              | 0      | 0      |
| TOTAAL  | TOTAAL             | TOTAAL               | TOTAAL             | 163        | 19         | 14    | 0     | 16             | 0              | 193    | 19     |

## Erelijst
| Competitie         |             |             |             |             |
| Competitie         | Aantal      | Jaren       |             |             |
| Club Brugge        | Club Brugge | Club Brugge | Club Brugge | Club Brugge |
| ------------------ | ----------- | ----------- | ----------- | ----------- |
| Nationaal          |             |             |             |             |
| Beker van België   | 1x          | 2014/15     |             |             |
| Kampioen België    | 1x          | 2015/16     |             |             |
| Belgische Supercup | 1x          | 2016        |             |             |